# Rothia nigrifimbriata
Rothia nigrifimbriata är en fjärilsart som beskrevs av Jordan 1913. Rothia nigrifimbriata ingår i släktet Rothia och familjen nattflyn. Inga underarter finns listade.